# Lidia molesta
Espèce
Synonymes
- Troglohyphantes molestus Tanasevitch, 1989

Lidia molesta est une espèce d'araignées aranéomorphes de la famille des Linyphiidae.

## Distribution
Cette espèce est endémique du Kirghizistan. Elle se rencontre entre 2 200 et 3 200 m d'altitude dans les monts Tian.

## Description
Le mâle holotype mesure 3,53 mm et la femelle paratype 4,01 mm.

## Publication originale
- Tanasevitch, 1989 : The linyphiid spiders of Middle Asia (Arachnida: Araneae: Linyphiidae). Senckenbergiana Biologica, vol. 69, p. 83-176.